# Sommerfeld (Leipzig)

Sommerfeld auf einer Karte von 1891

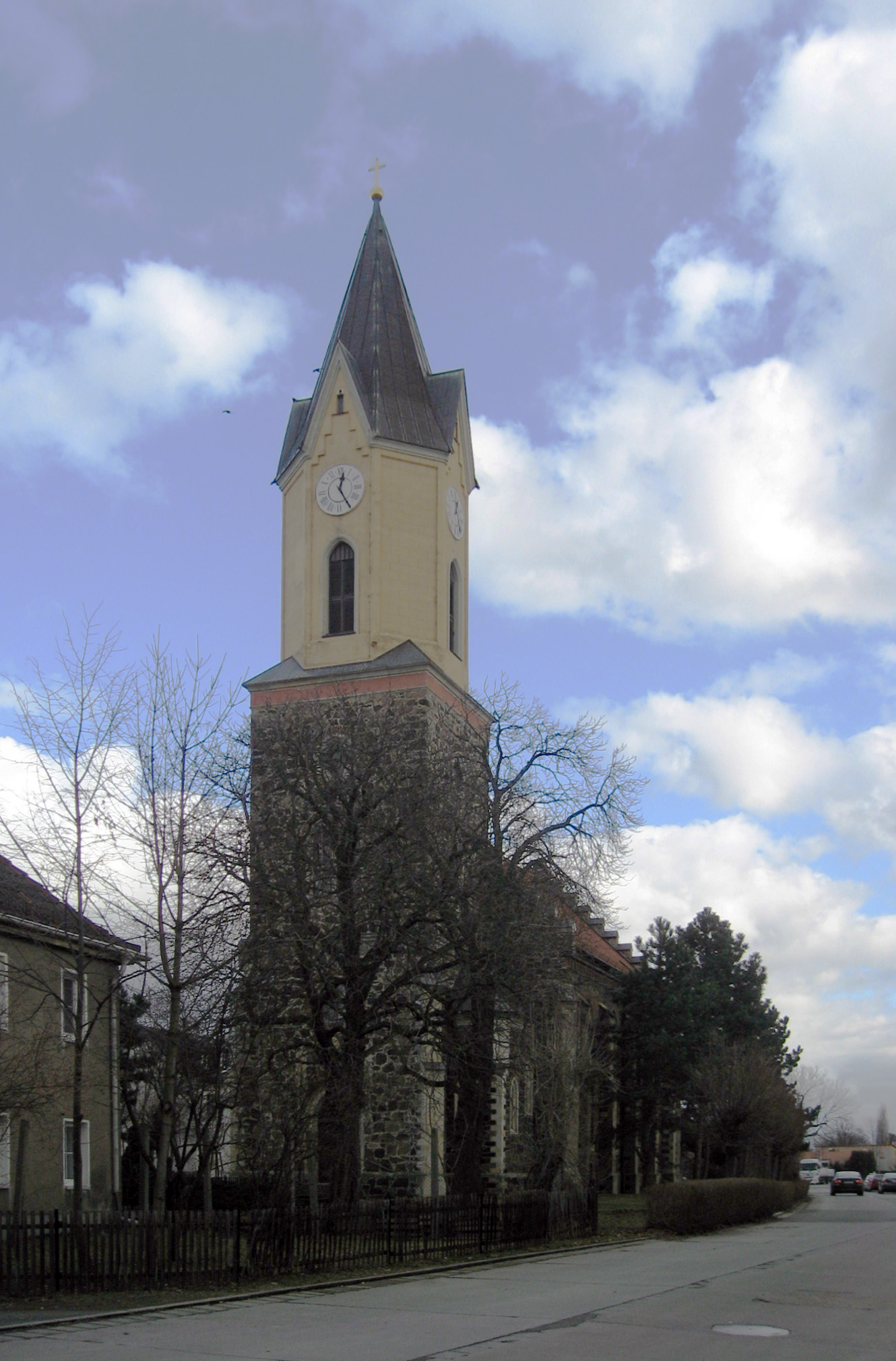
Kirche Sommerfeld

Sommerfeld ist ein Stadtteil von Leipzig. Er liegt im Osten der Messestadt. Der Ort war eine selbständige Gemeinde, bis er 1923 ins benachbarte Engelsdorf eingemeindet wurde, das wiederum 1999 zu Leipzig kam.

## Geschichte
Sommerfeld entstand im 12. Jahrhundert als Straßenangerdorf durch die Ansiedlung deutscher und niederländischer Bauern. Markgraf Dietrich der Bedrängte schenkte das Dorf am 24. April 1220 dem Nonnenkloster „Zum heiligen Kreuz“ in Meißen. In der Schenkungsurkunde wird das Dorf als „Svmuelt“ (niederl. Sommerfeld) bezeichnet. Die große Entfernung nach Meißen machte eine Verwaltung der Besitzung schwierig, so dass Sommerfeld am 26. April 1391 für 200 Freiberger Breite Groschen an das Thomaskloster zu Leipzig verkauft wurde.
Nach der Reformation und Säkularisation erwarb es 1543 der Rat der Stadt Leipzig vom Kurfürsten Moritz. 1637 wurde das Dorf nach der erfolglosen Belagerung Leipzigs durch schwedische Truppen im Dreißigjährigen Krieg geplündert und in Brand gesteckt. Am 17. Dezember 1650 wurde mit Christoph Arnold der berühmteste Sohn des Dorfes geboren.

Kirche von Sommerfeld, vor 1858

Sommerfeld lag bis 1856 im kursächsischen bzw. königlich-sächsischen Kreisamt Leipzig. Ab 1856 gehörte der Ort zum Gerichtsamt Taucha und ab 1875 zur Amtshauptmannschaft Leipzig. 1858 erfolgte der Abriss der romanischen Chorturmkirche, die 1859 durch einen schlichten und schmucklosen Neubau ersetzt wurde. Um die Jahrhundertwende wurde die Kirche unter der Federführung des Leipziger Architekten Julius Zeißig und des Malers Richard Schulz erneuert und kunstvoll ausgestaltet.
Um 1900 setzte eine allmähliche Industrialisierung des zu diesem Zeitpunkt etwa 1400 Einwohner zählenden Ortes ein (Bohrmaschinenfabrik Ernst Schumann KG; Sägewerk). 1923 schloss sich Sommerfeld mit der Nachbargemeinde Engelsdorf zusammen, um der drohenden Eingemeindung nach Leipzig zuvorzukommen. Ab Mitte der 1920er Jahre wurden auf Sommerfelder Flur einige neue Wohnsiedlungen gegründet.

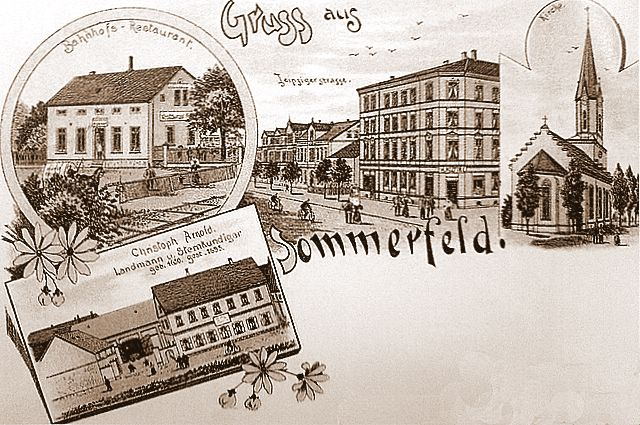
Postkarte von Sommerfeld, um 1900

Am 20. Oktober 1943 brannten nach einem Bombenangriff mehrere Güter und die Kirche Sommerfeld ab. Sie konnte nach Kriegsende mit Geldern des Lutherischen Weltbundes und Geld- und Materialsammlungen des ganzen Ortes wieder aufgebaut werden. Die Wiedereinweihung erfolgte am 4. Oktober 1953.
Nach 1945 wurde das Ratsgut zusammen mit dem Wassergut Canitz als Volkseigenes Gut (VEG) Canitz-Sommerfeld geführt. In der Folgezeit spezialisierte sich das Gut Sommerfeld auf die Bullen- und Schweinemast sowie auf den Anbau von Speisekartoffeln. 1990 wurde die LPG aufgelöst und die Ackerflächen als Bauland verkauft. 1982 wurden in Vollzug eines Beschlusses des Bezirkstages Teile der Sommerfelder Flur an Leipzig abgetreten, auf denen der Bau eines Teiles des Neubaugebietes Paunsdorf geplant war. 1993/94 entstand auf dieser Fläche das Paunsdorf Center. 1999 wurde Sommerfeld zusammen mit Engelsdorf nach Leipzig eingemeindet.

## Persönlichkeiten

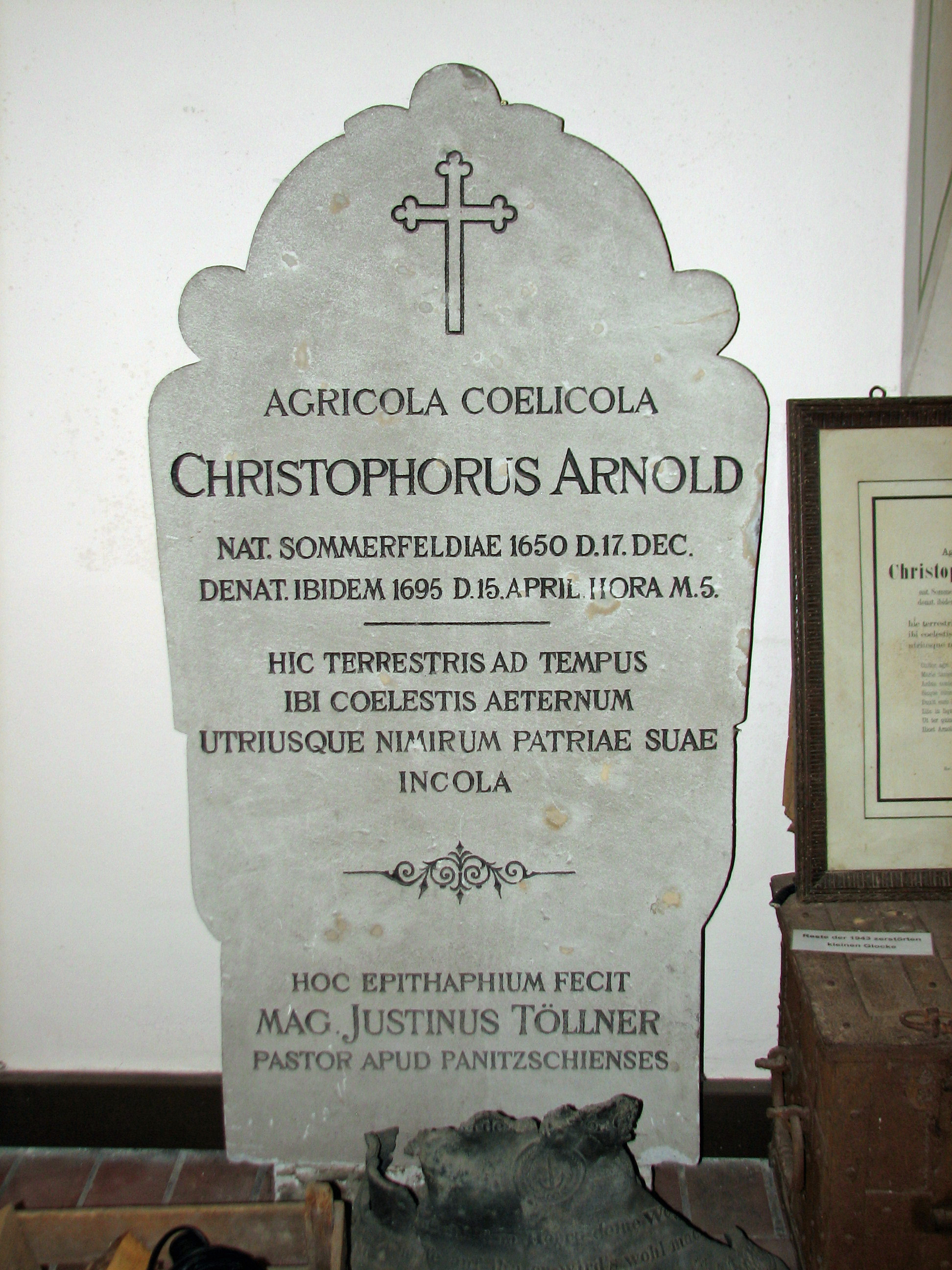
Epitaph für Astronom Christoph Arnold in der Kirche Sommerfeld

- Christoph Arnold (1650–1695), deutscher Astronom
- Carl Clemen (1865–1940), evangelischer Theologe und Religionshistoriker
- Oskar-Heinrich Bär (1913–1957), Luftwaffenoffizier und Jagdflieger